# Nyssodrysternum propinquum
Nyssodrysternum propinquum es una especie de escarabajo longicornio del género Nyssodrysternum, tribu Acanthocinini, subfamilia Lamiinae. Fue descrita científicamente por Bates en 1864.

## Descripción
Mide 6,36-8,48 milímetros de longitud.

## Distribución
Se distribuye por Brasil y Guayana Francesa.